# Kongo na Mistrzostwach Świata w Lekkoatletyce 2017
Kongo na Mistrzostwach Świata w Lekkoatletyce 2017 – reprezentacja Kongo podczas Mistrzostw Świata w Londynie liczyła 2 zawodników, którzy nie zdobyli żadnego medalu .

## Rezultaty
Mężczyźni
| Zawodnik      | Konkurencja    | Kwalifikacje | Kwalifikacje | Finał | Finał   |
| Zawodnik      | Konkurencja    | Wynik        | Pozycja      | Wynik | Pozycja |
| ------------- | -------------- | ------------ | ------------ | ----- | ------- |
| Franck Elemba | pchnięcie kulą | 19,74        | 24.          | NQ    | NQ      |

Kobiety
| Zawodniczka    | Konkurencja        | Eliminacje | Eliminacje | Półfinał | Półfinał | Finał    | Finał   |
| Zawodniczka    | Konkurencja        | Rezultat   | Pozycja    | Rezultat | Pozycja  | Rezultat | Pozycja |
| -------------- | ------------------ | ---------- | ---------- | -------- | -------- | -------- | ------- |
| Cecilia Bouele | Bieg na 100 metrów | 12,15      | 39.        | NQ       | NQ       | NQ       | NQ      |